# بیست و پنج بیست و یک
بیست و پنج بیست و یک (کره‌ای: 스물다섯 스물하나) مجموعه تلویزیونی محصول کره جنوبی در سال ۲۰۲۲ به کارگردانی جونگ جی هیون و با ایفای نقش کیم ته ری، نام جو هیوک، بونا، چوی هیون ووک و لی جو میونگ است. این مجموعه زندگی عاشقانهٔ پنج شخصیت از سال ۱۹۹۸ تا سال ۲۰۲۱ را به تصویر می‌کشد. این مجموعه از ۱۲ فوریه تا ۳ آوریل ۲۰۲۲، روزهای شنبه و یکشنبه ساعت ۲۱:۱۰ (کی‌اس‌تی) از تی‌وی‌ان پخش شد و همچنین برای استریم در نتفلیکس قابل دسترسی است.

## بازیگران

### اصلی
- کیم ته ری در نقش نا هی دو
  - کیم سو هیون در نقش بزرگسالی نا هی دو[۵]
  - کو یه رین در نقش جوانی نا هی دو

یک نابغهٔ شمشیربازی.
- نام جو هیوک در نقش بک یی جین

بزرگترین پسر یک خانوادهٔ چه‌بول که در بحران مالی آی‌ام‌اف دچار ورشکستگی شد.
- بونا در نقش گو یو ریم
  - کیونگ دا اون در نقش جوانی گو یو ریم

دبیرستانی دارندهٔ مدال طلای شمشیربازی، که نا هی دو او را ستایش می‌کند و بزرگترین رقیب نا هی دو.
- چوی هیون ووک در نقش مون جی وونگ

همکلاسی نا هی دو و محبوب‌ترین پسر مدرسه.
- لی جو میونگ در نقش جی سونگ وان[۱۰]

نمایندهٔ کلاس و دوست دوران کودکی مون جی وونگ.

## تولید

### بازیگران
در ۷ سپتامبر، گروه بازیگران این مجموعه، کیم ته ری، نام جو هیوک، بونا، چوی هیون ووک و لی جو میونگ تأیید شدند. این اولین فعالیت تلویزیونی کیم ته ری پس از وقفهٔ سه ساله است. آخرین کار او در مجموعهٔ سال ۲۰۱۸، آقای آفتاب بود.

### فیلم‌برداری
فیلم‌برداری این مجموعه در ۷ سپتامبر ۲۰۲۱ آغاز شد.

### انتشار
این مجموعه در ۱۲ فوریه ۲۰۲۲ پخش شد و روزهای شنبه و یکشنبه ساعت ۲۱:۰۰ (کی‌اس‌تی) روی آنتن رفت.